# 北海道苫小牧東高等学校
北海道苫小牧東高等学校（ほっかいどうとまこまいひがしこうとうがっこう、Hokkaido Tomakomai Higashi High School）は、北海道苫小牧市に所在する道立高等学校。通称は苫東（とまひがし）・東高（ひがしこう）・ガタ高。

## 概要
1937年（昭和12年）に旧制町立苫小牧中学校として開校した。

## 沿革
- 1937年
  - 4月22日 - 苫小牧町立苫小牧中学校として開校（2学級100名）。
  - 11月22日 - 東町（現若草町）校舎第1期工事竣工。
- 1941年4月1日 - 道立移管、北海道庁立苫小牧中学校と改称。
- 1942年3月5日 - 第1回生90名卒業。
- 1947年4月1日 - 新制中学校開設に伴い併設中学校設置（1949年3月閉校）。
- 1948年
  - 4月1日 - 学制改革に伴い北海道立苫小牧高等学校と改称。
  - 11月1日 - 定時制設置。
- 1949年 - 追分分校を設置。
- 1950年4月1日 - 男女共学開始と共に北海道立苫小牧女子高等学校と統合、北海道苫小牧高等学校と改称。
- 1951年 - 追分分校が分離独立、北海道追分高等学校となる。
- 1952年 - 鵡川分校を設置、北海道鵡川高等学校として独立。白老分校を設置（後に北海道白老高等学校として独立するが1990年閉校）。
- 1953年4月1日 - 東西に分離独立、北海道苫小牧東高等学校と改称（旧苫小牧女子高校は北海道苫小牧西高等学校となる）。
- 1962年9月23日 - 創立25周年記念式典挙行。
- 1970年10月18日 - 制帽自由化。
- 1974年
  - 4月1日 - 制服自由化。
  - 12月20日 - 清水町旧校舎竣工、移転。
- 1975年9月23日 - 屋内体育館竣工。
- 1979年
  - 12月12日 - プール竣工。
  - 12月20日 - アイスホッケーリンク竣工。
- 1986年10月13日 - テニスコート2面竣工。
- 1987年10月25日 - 創立50周年記念式典挙行。
- 1993年2月19日 - 第2屋内体育館竣工。
- 1997年11月15日 - 創立60周年記念式典挙行。
- 1998年5月8日 - 白三会記念館開館。
- 1999年9月9日 - 硬式野球部室内練習場竣工。
- 2007年10月27日 - 創立70周年記念及び清水町新校舎落成記念式典挙行。

## 主な部活動の成績（全国大会レベル）

### アイスホッケー部
- 1953年 - 第1回全国高等学校総合体育大会で優勝。以降全国大会10回制覇。

### 野球部
- 1957年 - 第29回選抜高等学校野球大会に出場。

　一回戦　近畿代表八幡商業高校　0-3
- 1959年 - 第41回全国高等学校野球選手権大会に出場。

　一回戦　福井県代表若狭高校　　1-3
- 1965年 - 第37回選抜高等学校野球大会に出場。

　二回戦　長野県代表塚原天竜高校　6-1　　
```
準々決勝　四国代表
徳島商業高校
　1-6
```

- 1968年 - 第40回選抜高等学校野球大会に出場。

　一回戦　和歌山県代表和歌山県立箕島高等学校　2-5
- 1998年 - 第70回選抜高等学校野球大会に出場。　浦和学院高校　　　1-7

### 陸上部
- 2021年 - 女子やり投げインターハイ出場
- 2024年 - 男子やり投げインターハイ出場

### 演劇部
- 1969年 - 第15回全国高等学校演劇大会出場
- 2025年 - 第71回全国高等学校演劇大会出場

## 著名な出身者

### 政治・行政
- 中尾則幸 - 元参議院議員、現北海道メディアポート社長
- 板谷実 - 元苫小牧市市長、元道議会議員
- 金澤俊 - 苫小牧市長、元苫小牧市議会議員
- 松下玲子 - 衆議院議員、元武蔵野市長
- 吉野準 - 元警視総監（第79代）、日本相撲協会監事

### 研究
- 鈴木章 - 化学者、北海道大学名誉教授、ノーベル化学賞受賞者
- 廣重力 - 医学者、北海道大学名誉教授、元北海道大学学長、元北海道医療大学学長
- 久保良彦 - 医学者、旭川医科大学名誉教授、旭川医科大学元学長
- 伊部正之 - 経済学者、福島大学名誉教授
- 足利健亮 - 人文地理学者、元京都大学教授、元人文地理学会会長
- 田村秀 - 行政学者、長野県立大学教授、元新潟大学教授
- 井上芳保 - 社会学者、元札幌学院大学教授
- 佐藤裕子 - 日本文学研究者、フェリス女学院大学教授
- 原田尚美 - 地球科学者、東京大学教授、女性初の南極地域観測隊隊長、元地球環境史学会会長

### 法曹
- 五十嵐紀男 - 元東京地検特捜部長、現八重洲公証役場公証人

### 文化
- 工藤栄一 - 映画監督
- 中野京子 - ドイツ文学者
- 馳星周 - 小説家、直木賞受賞者
- 加藤雅昭 - 写真家
- 榎戸邦子 - 声楽家、洗足学園音楽大学講師
- 石原可奈子 - ミュージシャン
- 藤永流馬 - プロ雀士(日本プロ麻雀連盟)

### マスコミ
- 小野塚勝 - 元北海道テレビ放送アナウンサー、解説委員
- 岸春江 - フリーアナウンサー

### スポーツ
- 河渕務 - アイスホッケー選手、監督
- 岩崎伸一 - アイスホッケー選手、監督
- 鈴木ロイ - アイスホッケー選手
- 高嶌遥 - 女子アイスホッケー選手
- 山縣優  - プロレスラー
- 八木哲大 - プロレスラー